# Campionati del mondo di ciclismo su pista 2020 - Velocità femminile
La gara di velocità femminile ai Campionati del mondo di ciclismo su pista 2020 si è svolta il 27 e il 28 febbraio 2020.

## Podio
| Pos.    | Atleta            | Nazionalità |
| ------- | ----------------- | ----------- |
| Oro     | Emma Hinze        | Germania    |
| Argento | Anastasia Voynova | Russia      |
| Bronzo  | Lee Wai Sze       | Hong Kong   |

## Risultati

### Qualificazioni
I migliori quattro tempi si qualificano direttamente agli ottavi di finale, le atlete tra il quinto ed il ventottesimo posto si qualificano per i sedicesimi di finale.
| Posizione | Atleta              | Nazione       | Tempo  | Gap    | Note |
| --------- | ------------------- | ------------- | ------ | ------ | ---- |
| 1         | Emma Hinze          | Germania      | 10.364 |        | Q    |
| 2         | Lea Friedrich       | Germania      | 10.461 | +0.097 | Q    |
| 3         | Shanne Braspennincx | Paesi Bassi   | 10.478 | +0.114 | Q    |
| 4         | Lee Wai Sze         | Hong Kong     | 10.478 | +0.114 | Q    |
| 5         | Stephanie Morton    | Australia     | 10.483 | +0.119 | q    |
| 6         | Lauriane Genest     | Canada        | 10.487 | +0.123 | q    |
| 7         | Kelsey Mitchell     | Canada        | 10.504 | +0.140 | q    |
| 8         | Laurine van Riessen | Paesi Bassi   | 10.513 | +0.149 | q    |
| 9         | Mathilde Gros       | Francia       | 10.533 | +0.169 | q    |
| 10        | Katy Marchant       | Gran Bretagna | 10.559 | +0.195 | q    |
| 11        | Miriam Vece         | Italia        | 10.580 | +0.216 | q    |
| 12        | Daniela Gaxiola     | Messico       | 10.583 | +0.219 | q    |
| 13        | Zhong Tianshi       | Cina          | 10.588 | +0.224 | q    |
| 14        | Anastasia Voynova   | Russia        | 10.622 | +0.258 | q    |
| 15        | Sophie Capewell     | Gran Bretagna | 10.625 | +0.261 | q    |
| 16        | Olena Starikova     | Ucraina       | 10.634 | +0.270 | q    |
| 17        | Natasha Hansen      | Nuova Zelanda | 10.638 | +0.274 | q    |
| 18        | Yuka Kobayashi      | Giappone      | 10.712 | +0.348 | q    |
| 19        | Kaarle McCulloch    | Australia     | 10.744 | +0.380 | q    |
| 20        | Olivia Podmore      | Nuova Zelanda | 10.748 | +0.384 | q    |
| 21        | Jessica Salazar     | Messico       | 10.754 | +0.390 | q    |
| 22        | Simona Krupeckaitė  | Lituania      | 10.776 | +0.412 | q    |
| 23        | Dar'ja Šmelëva      | Russia        | 10.802 | +0.438 | q    |
| 24        | Martha Bayona       | Colombia      | 10.806 | +0.442 | q    |
| 25        | Madalyn Godby       | Stati Uniti   | 10.855 | +0.491 | q    |
| 26        | Riyu Ohta           | Giappone      | 10.901 | +0.537 | q    |
| 27        | Sarah Orban         | Canada        | 10.921 | +0.557 | q    |
| 28        | Miglė Marozaitė     | Lituania      | 10.925 | +0.561 | q    |
| 29        | Mandy Marquardt     | Stati Uniti   | 10.939 | +0.575 |      |
| 30        | Tania Calvo         | Spagna        | 10.959 | +0.595 |      |
| 31        | Jessica Lee Hoi Yan | Hong Kong     | 11.047 | +0.683 |      |
| 32        | Ekaterina Rogovaya  | Russia        | 11.056 | +0.692 |      |
| 33        | Charlene du Preez   | Sudafrica     | 11.105 | +0.741 |      |

### Sedicesimi di finale
Le vincitrici di ogni batteria si qualificano per gli ottavi di finale.
| Batteria | Posizione | Atleta              | Nazione       | Gap    | Note |
| -------- | --------- | ------------------- | ------------- | ------ | ---- |
| 1        | 1         | Stephanie Morton    | Australia     |        | Q    |
| 1        | 2         | Miglė Marozaitė     | Lituania      | +0.136 |      |
| 2        | 1         | Lauriane Genest     | Canada        |        | Q    |
| 2        | 2         | Sarah Orban         | Canada        | +0.284 |      |
| 3        | 1         | Kelsey Mitchell     | Canada        |        | Q    |
| 3        | 2         | Riyu Ohta           | Giappone      | +0.098 |      |
| 4        | 1         | Laurine van Riessen | Paesi Bassi   |        | Q    |
| 4        | 2         | Madalyn Godby       | Stati Uniti   | +0.243 |      |
| 5        | 1         | Mathilde Gros       | Francia       |        | Q    |
| 5        | 2         | Martha Bayona       | Colombia      | +0.101 |      |
| 6        | 1         | Katy Marchant       | Gran Bretagna |        | Q    |
| 6        | 2         | Dar'ja Šmelëva      | Russia        | +0.228 |      |
| 7        | 1         | Simona Krupeckaitė  | Lituania      |        | Q    |
| 7        | 2         | Miriam Vece         | Italia        | +0.016 |      |
| 8        | 1         | Daniela Gaxiola     | Messico       |        | Q    |
| 8        | 2         | Jessica Salazar     | Messico       | +0.034 |      |
| 9        | 1         | Zhong Tianshi       | Cina          |        | Q    |
| 9        | 2         | Olivia Podmore      | Nuova Zelanda | +0.029 |      |
| 10       | 1         | Anastasia Voynova   | Russia        |        | Q    |
| 10       | 2         | Kaarle McCulloch    | Australia     | +0.307 |      |
| 11       | 1         | Yuka Kobayashi      | Giappone      |        | Q    |
| 11       | 2         | Sophie Capewell     | Gran Bretagna | +0.035 |      |
| 12       | 1         | Olena Starikova     | Ucraina       |        | Q    |
| 12       | 2         | Natasha Hansen      | Nuova Zelanda | +0.058 |      |

### Ottavi di finale
Le vincitrici di ogni batteria si qualificano per i quarti di finale.
| Batteria | Posizione | Atleta              | Nazione       | Gap    | Note |
| -------- | --------- | ------------------- | ------------- | ------ | ---- |
| 1        | 1         | Emma Hinze          | Germania      |        | Q    |
| 1        | 1         | Olena Starikova     | Ucraina       | +0.132 |      |
| 2        | 1         | Lea Friedrich       | Germania      |        | Q    |
| 2        | 2         | Yuka Kobayashi      | Giappone      | +0.387 |      |
| 3        | 1         | Anastasia Voynova   | Russia        |        | Q    |
| 3        | 2         | Shanne Braspennincx | Paesi Bassi   | +0.029 |      |
| 4        | 1         | Lee Wai Sze         | Hong Kong     |        | Q    |
| 4        | 2         | Zhong Tianshi       | Cina          | +0.125 |      |
| 5        | 1         | Daniela Gaxiola     | Messico       |        | Q    |
| 5        | 2         | Stephanie Morton    | Australia     | +0.004 |      |
| 6        | 1         | Simona Krupeckaitė  | Lituania      |        | Q    |
| 6        | 2         | Lauriane Genest     | Canada        | +0.041 |      |
| 7        | 1         | Kelsey Mitchell     | Canada        |        | Q    |
| 7        | 2         | Katy Marchant       | Gran Bretagna | +0.037 |      |
| 8        | 1         | Laurine van Riessen | Paesi Bassi   |        | Q    |
| 8        | 2         | Mathilde Gros       | Francia       | +0.049 |      |

### Quarti di finale
Le vincitrici di ogni batteria si qualificano per le semifinali.
| Batteria | Posizione | Atleta              | Nazione     | Gara 1 | Gara 2 | Gara 3 | Note |
| -------- | --------- | ------------------- | ----------- | ------ | ------ | ------ | ---- |
| 1        | 1         | Emma Hinze          | Germania    |        |        |        | Q    |
| 1        | 2         | Laurine van Riessen | Paesi Bassi | +0.016 | +0.141 |        |      |
| 2        | 1         | Kelsey Mitchell     | Canada      |        |        |        | Q    |
| 2        | 2         | Lea Friedrich       | Germania    | +0.007 | +0.010 |        |      |
| 3        | 1         | Anastasia Voynova   | Russia      |        |        |        | Q    |
| 3        | 2         | Simona Krupeckaitė  | Lituania    | +0.120 | +0.139 |        |      |
| 4        | 1         | Lee Wai Sze         | Hong Kong   |        |        |        | Q    |
| 4        | 2         | Daniela Gaxiola     | Messico     | +0.062 | +0.246 |        |      |

### Semifinali
Le vincitrici di ogni batteria si qualificano alla finale per l'oro, le altre si qualificano alla finale per il bronzo.
| Batteria | Posizione | Atleta            | Nazione   | Gara 1 | Gara 2 | Gara 3 | Note |
| -------- | --------- | ----------------- | --------- | ------ | ------ | ------ | ---- |
| 1        | 1         | Emma Hinze        | Germania  |        |        |        | Q    |
| 1        | 2         | Lee Wai Sze       | Hong Kong | +0.108 | +0.139 |        |      |
| 2        | 1         | Anastasia Voynova | Russia    |        | +0.046 |        | Q    |
| 2        | 2         | Kelsey Mitchell   | Canada    | +0.064 |        | +0.066 |      |

### Finali
| Posizione            | Atleta            | Nazione   | Gara 1 | Gara 2 | Gara 3 |
| -------------------- | ----------------- | --------- | ------ | ------ | ------ |
| Finale per l'oro     |                   |           |        |        |        |
| 1                    | Emma Hinze        | Germania  |        |        |        |
| 2                    | Anastasia Voynova | Russia    | +0.187 | +0.138 |        |
| Finale per il bronzo |                   |           |        |        |        |
| 3                    | Lee Wai Sze       | Hong Kong |        |        |        |
| 4                    | Kelsey Mitchell   | Canada    | +0.113 | +0.107 |        |